# Euopius basiarmatus
Euopius basiarmatus är en stekelart som beskrevs av Fischer 1969. Euopius basiarmatus ingår i släktet Euopius och familjen bracksteklar. Inga underarter finns listade i Catalogue of Life.